# Ángel Pérez Díaz
Ángel Pérez Díaz (Avilés, Asturias, h. 1768-¿?, después de 1806) fue un pintor asturiano de finales del siglo XVIII y principios del XIX.

## Biografía

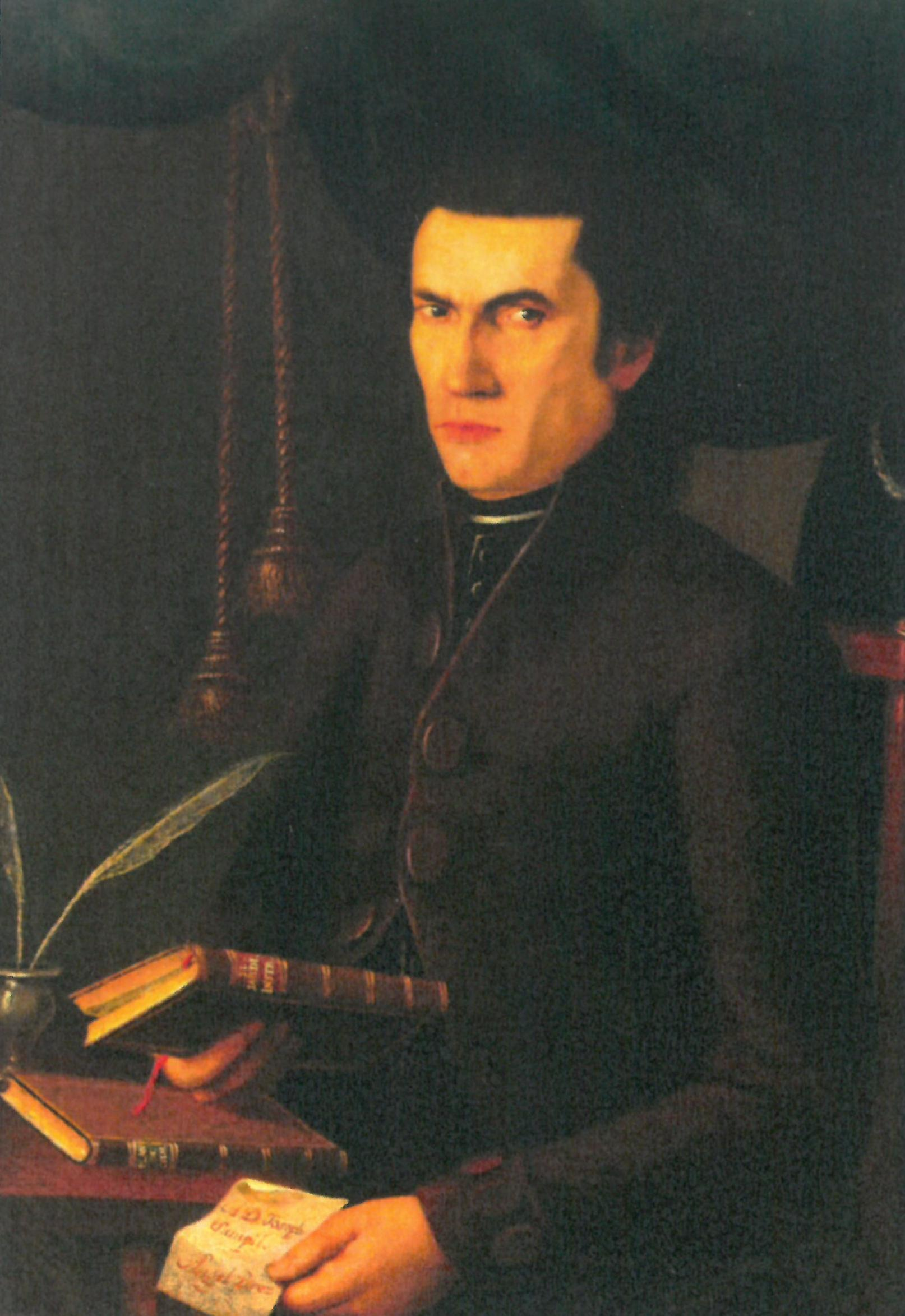
Ángel Pérez, José A. Sampil, h. 1798-1801. Lienzo, 82 x 58 cm. (Museo de Bellas Artes de Asturias, Oviedo).

Su formación como pintor comenzó bajo la protección de Antonio Miranda, quien formaba parte de la nobleza avilesina y además era un gran aficionado al arte. Trabajó como maestro de dibujo natural en el Real Instituto Asturiano (Gijón) entre 1794 y 1802.
Fue protegido de Gaspar Melchor de Jovellanos, gracias a cuyas influencias realizó dos viajes a Madrid (en 1792 y en 1796), con el fin de mejorar su capacidad artística. Cuando Jovellanos fue apresado y encarcelado en Mallorca, Ángel Pérez se trasladó a Madrid, llevándose a toda su familia con él. En 1802, ya instalado en la capital, se matriculó en la Academia de San Fernando. En Madrid tuvo dificultades económicas, por lo que debió dedicarse a oficios como el de copista, decorador u oficial de pintor (lo fue de Mariano Salvador Maella).

## Estilo
La mayor parte de su obra está dedicada al retrato, el propio Jovellanos lo nombró retratista de la familia. La manera de Pérez destaca por su aspereza, con una clara determinación para singularizar el rostro y su atención al detalle de los ornamentos. El estilo de Pérez está a caballo entre los gustos barrocos y los que en esa época se encontraban más extendidos: los de la Ilustración y el Clasicismo.

## Obras
- Retrato de don José Antonio Sampil Labiades, h. 1798-1801. Museo de Bellas Artes de Asturias, Oviedo.